# Milton Margaï
Sir Milton Augustus Strieby Margaï (7 décembre 1895 - 28 avril 1964) fut le premier Premier ministre de Sierra Leone. Il a été le principal architecte de la constitution post-coloniale de Sierra Leone et a mené son pays à l'indépendance en 1961.

## Sous l'ordre colonial

### Jeunesse et formation
Né à Gbangbatoke, dans le district de Moyamba, dans le Sud de la Sierra Leone, Margaï est d'origine Mendé. Margaï est l'aîné de dix-huit enfants. Au moment de sa naissance, la Sierra Leone était un protectorat britannique. Son père, M.E.S. Margaï, était originaire du district de Bonthe et un homme d'affaires prospère. Margaï a suivi l'instruction primaire à L'École évangélique états-frères à Bonthe, district de Bonthe, et a fait ses études secondaires à L'École secondaire de St-Édouard à Freetown. Il a obtenu sa licence d'histoire et a été le premier homme du protectorat à sortir de Fourah Bay College à Freetown en 1921. Margaï a suivi des études de médecine en Angleterre et en 1926 a obtenu un doctorat en médecine de l'École universitaire de médecine de Durham (qui est devenue l'École de médecine de l'université de Newcastle).

### Carrière médicale
Margai était le premier médecin diplômé d'origine sierra-léonaise. Il est rentré en Sierra Leone en 1928 et a connu une carrière exceptionnelle dans le service de santé colonial. Il a servi dans 11 des 12 districts dans le protectorat. Il a mené des campagnes d'information sur la protection sociale et de l'hygiène. Margai a formé des agents de santé pour instruire les dirigeants du Sande (association des femmes mendé), à dispenser des cours d'hygiène, d'alphabétisation et de soins aux enfants, garde d'enfants pour les jeunes membres féminins dans chaque village. En 1950, il a décidé de prendre un cabinet privé et passer plus de temps dans la vie politique.

### Carrière politique
En 1949, il a fondé avec Siaka Stevens un parti politique nationaliste, le Parti du peuple de Sierra Leone (PPLS), qui a remporté l'élection de 1951 au Conseil législatif. En 1953, la Sierra Leone a reçu des pouvoirs ministériels locaux. Après avoir dirigé les ministères de la Santé, de l'Agriculture et des Forêts, il a été élu ministre en chef en 1954. Bien que le SLPP ait à nouveau remporté les élections en 1957, l'année suivante le leadership de Margaï sur le parti a été contesté par son jeune frère, Albert Margai. Ce dernier a remporté de justesse l'élection interne du parti, mais il a refusé la direction du parti, et l'a quitté pour former un parti d'opposition, le Parti national du peuple.
Au cours des deux années suivantes, comme la Sierra Leone se dirigeait vers l'indépendance, Margaï a rédigé une nouvelle constitution qui assurait à la Sierra Leone un système parlementaire dans le Commonwealth des Nations et qui a été officiellement adoptée en 1958.
Bien que Margaï était pro-britannique et conservateur dans ses opinions politiques, il a estimé que la Sierra Leone se comporterait mieux comme un État indépendant. Il a conduit la délégation de Sierra Leone lors des conférences constitutionnelles qui ont eu lieu avec le secrétaire colonial britannique Iain Macleod à Londres en 1960.

## Indépendance

### Premier ministre
Margaï était premier ministre au moment de l'indépendance, le 27 avril 1961, et a remporté l'élection qui a suivi en 1962.
Il a confronté les divisions entre les peuples de Sierra Leone: les Mendé, Temne, Krio, parmi d'autres groupes. Bien que le PPLS était dominé par les Mendé, il a essayé de concilier les divers peuples de son pays. Donc, il a créé un gouvernement de coalition qui s’appelait le Unified Front et a nommé plusieurs ministres d'origine non-Mendé, avec des résultats mitigés. Le patronage des chefs traditionnels a été crucial pour son large appui.
L'économie de Sierra Leone a modérément augmenté au cours du mandat de M. Margai. Les mines du pays ont commencé à se développer. Le secteur commercial et la fonction publique ont été africanisée, ce qui créait des nouvelles opportunités pour les professionnels sierra-léonais.
La politique extérieure du gouvernement de Margaï était conservatrice. Il a renforcé les liens avec l'administration de William Tubman, Président du Liberia, qui a aussi favorisé la souveraineté des États face aux mouvements panafricanistes. Les gouvernements socialistes des États voisins se sont opposés à sa politique, notamment la Guinée et le Ghana.

### Mort
Margaï est mort dans l'exercice de ses fonctions à Freetown en 1964 et son frère Albert Margai lui a succédé au poste de Premier ministre.

## Héritage
Margaï reste l'homme politique le plus populaire dans l'histoire de Sierra Leone. Selon l’historien David Dalby, il était "largement vénéré pour son sens politique, son honnêteté et son humilité." Beaucoup de Sierra-Léonais regarder en arrière à son mandat comme une période de prospérité et de l'harmonie sociale. 

### L'école pour les aveugles Milton Margaï
En 1961 Margai a appelé pour le financement de la construction d'une école pour les aveugles à Freetown. En 1962, il a posé la première pierre pour sa construction à Wilkinson Road. La devise de l'école est : "Nous ne pouvons pas voir, mais nous allons conquérir". En 2006, l'école a fait l'objet d'un documentaire en trois parties sur la BBC Nouvelles. Le chœur de l'école a fait le tour du Royaume-Uni à deux reprises en 2003 et 2006.

### L'école de l'éducation et de la technologie Milton Margaï
En 1963, l'école de l'éducation et de la technologie Milton Margaï a été fondée. La première incarnation de l'école était L'école d'enseignement Milton Margaï, mais la programme s'est élargi et son nom a été changé pour L'école de l'éducation Milton Margaï. En 2000, l'école a fusionné avec l'Institut technique de Freetown.